# خروج بنی‌اسرائیل از مصر

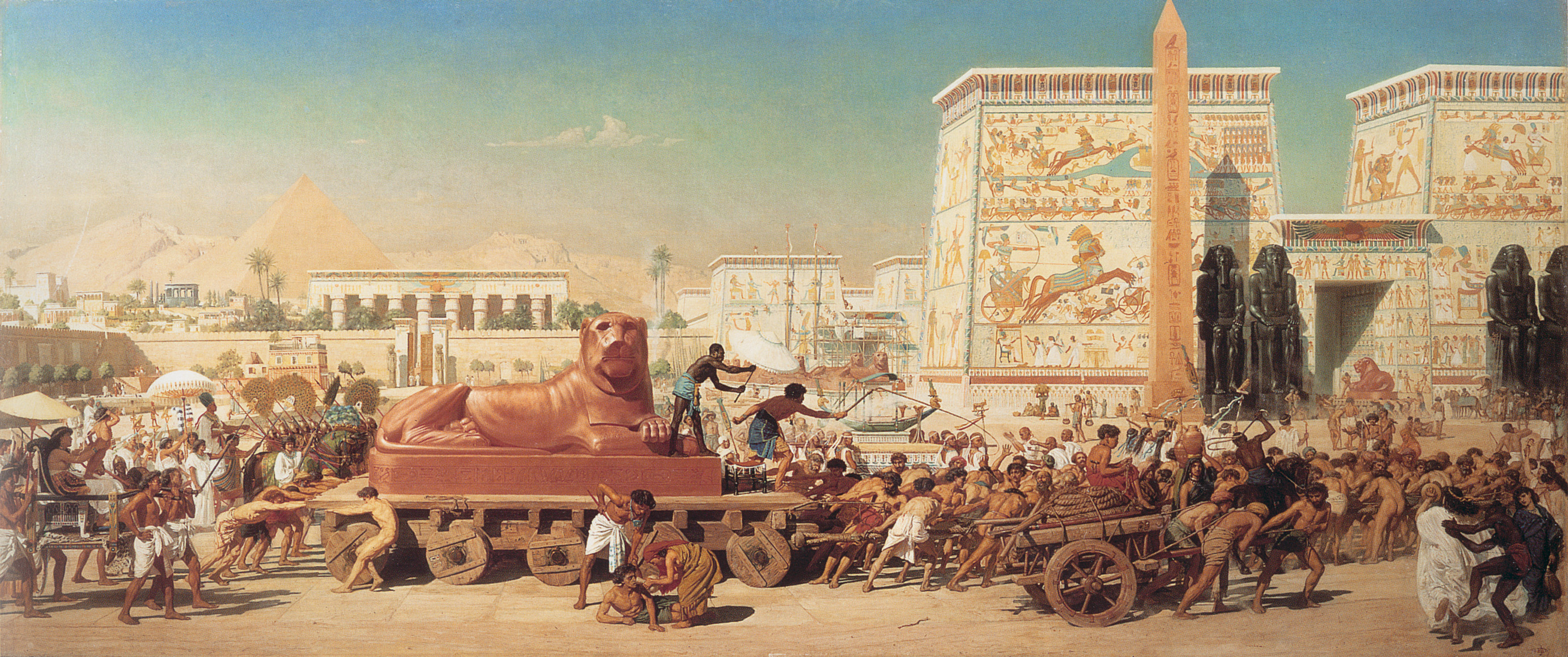
اسرائیل در مصر (ادوارد پوینتر، ۱۸۶۷)

خروج بنی‌اسرائیل از مصر (به عبری: יציאת מצרים) یا داستان تیه اسطورهٔ خاستگاه بنی‌اسرائیل است. این داستان حاوی قصهٔ بردگی و خروج بنی‌اسرائیل از مصر، وحی قوانین در کوه سینا، سرگردانی در بیابان و نهایتاً فتح کنعان است. پیام داستان این است که یهوه اسرائیلیان را از بردگی رهانید و به موجب عهدی که با ایشان بست، آن‌ها به او تعلق دارند.
اجماعی میان محققان معاصر وجود دارد که روایات تورات حاوی مطالب دقیقی دربارهٔ خاستگاه بنی‌اسرائیل نیست. در واقع به نظر می‌رسد بنی‌اسرائیل در اواخر هزاره دوم قبل از میلاد در بلندی‌های مرکز کنعان شکل گرفته‌اند و دارای فرهنگی کنعانی بوده‌اند. به‌طور کلی بیشتر دو نظر عمده میان تاریخ‌پژوهان دربارهٔ صحت تاریخی این داستان وجود دارد؛ اکثریت اعتقاد دارند که داستان دارای اساس تاریخی است اما بخش‌های کمی از روایت تورات ارزش تاریخی دارد و گروه دیگر هم معتقدند این داستان اساس تاریخی ندارد و در دوره اسارت یهودیان در بابل یا بعد از آزادسازی آنان در زمان کوروش بزرگ ساخته شده‌است.
داستان خروج در کتب دوم تا پنجم تورات، یعنی اسفار خروج، لاویان، اعداد و تثنیه، روایت شده‌است. اتفاق نظر گسترده محققان این است که تورات در قرن پنجم قبل از میلاد که یهودیان تحت حکومت شاهنشاهی هخامنشی بودند نوشته شده‌است، هر چند برخی مطالب آن، به ادوار قدیمی‌تری تعلق دارند زیرا عاموس و هوشع که هشت قرن قبل از میلاد زیستند نیز به این قصه اشاره کرده‌اند.
قصه خروج نقشی مرکزی در یهودیت دارد؛ در عبادت‌های روزانه یهودی و در جشن‌هایی چون پسح به آن اشاره می‌شود. مسیحیان اولیه اعتقاد داشتند این داستان پیش‌درآمدی بر رستاخیز عیسی از مرگ است. قصه خروج همچنین برای برخی غیریهودیان مثل اروپایی‌هایی که برای فرار از آزار مذهبی به قاره آمریکا مهاجرت کرده بودند یا سیاه‌پوستان آمریکا که از آزادی و حقوق شهروندی محروم مانده بودند نیز منبع الهام بوده‌است.
این داستان در قرآن و منابع اسلامی دیگر هم روایت شده اما تفاوت‌هایی با آنچه در تورات دیده می‌شود دارد. یک تغییر عمده این است که در قرآن، موسی و هارون برای هدایت فرعون به یکتاپرستی به مصر می‌روند. روایت قرآن تحت تأثیر متون متاخر مثل آگادا بوده‌است.

## روایت تورات
روایت چنین آغاز شده که بعد از مرگ یوسف و برادرانش، جمعیت فرزندان اسرائیل به اندازه‌ای زیاد شده بود که «بیش از حد قدرتمند شدند و سرزمین از آنان پر شده بود.» در آن زمان، پادشاهی بر مصر حکومت می‌کرد که «یوسف را نمی‌شناخت» و از جمعیت زیاد اسرائیلیان و عدم وفاداری احتمالی آنان بیمناک بود. نتیجتاً، به بردگی کشاندشان و با اجبار به کارهای دشوار نظیر ساخت شهرهای پیتوم و رامسس زندگی را بر آنان سخت کرد. اما کار طاقت‌فرسا باعث شد بنی‌اسرائیل بیشتر و زورمندتر شوند و به همین دلیل، فرعون دستور داد تمام نوزادان ذکور عبرانی را به نیل افکنند. در این زمان است که قصه تولد موسی روایت می‌شود.
موسی پسر عمرام و یوکابد بود؛ هر دو از طایفه لاویان بودند و عمرام برادرزاده یوکابد بود. او خواهری بزرگ‌تر به نام میریام و برادری بزرگ‌تر به نام هارون داشت. یوکابد بعد از تولد موسی، او را برای ۳ ماه از ترس فرعون پنهان نگه داشت و سپس، وی را در سبدی گذاشت و در نیزار کنار رود نهاد، در حالی که خواهر موسی او را از دور زیر نظر داشت. دختر فرعون که در حال حمام کردن بود، او را دید و دستور داد از آب بیرونش آورند. گریه‌های موسی دل او را به رحم آورد و تصمیم گرفت نوزاد عبرانی را نزد خود نگاه دارد. مطابق پیشنهاد خواهر موسی، دختر فرعون موسی را به زنی عبرانی که همان مادر موسی بود، سپرد تا به او شیر دهد. زمانی که طفل رشد کرد، او را نزد دختر فرعون بازگرداندند. نام موسی را همو بر روی کودک گذاشت. بدین ترتیب، موسی چون شاهزاده‌ای در قصر فرعون رشد کرد.

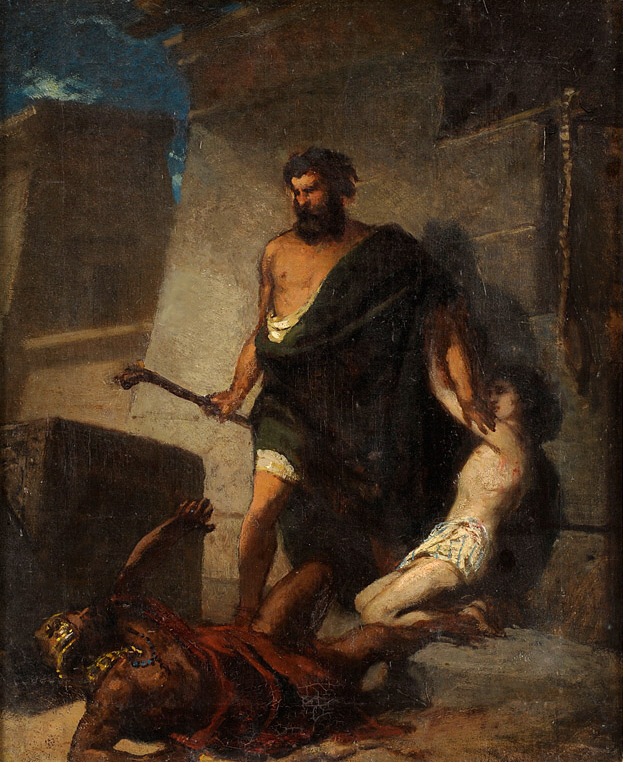
موسی برای دفاع از یک عبرانی، یک مصری را به قتل می‌رساند.

موسی به عنوان یک مصری رشد کرد اما تبار عبرانی خود را از یاد نبرد. چون به جوانی رسید، از قصر بیرون می‌رفت و رنج عبرانیان را نظاره می‌کرد. زمانی که دید یک مصری مشغول ضرب و شتم یک عبرانی است، آن مصری را کشت و برای اینکه جنازه‌اش پیدا نشود، او را در شن‌ها دفن کرد. روز بعد، دو عبرانی را مشغول جدال یافت و تلاش کرد میان ایشان میانجی‌گری کند، اما فرد مهاجم به او گفت «چه کسی تو را میان ما حاکم کرده؟ آیا می‌خواهی مرا نیز مانند آن مصری بکشی؟» موسی بدان نتیجه رسید که خبر قتل آن مصری پخش شده‌است و برای فرار از خشم فرعون، به مدین گریخت.
در مدین، موسی دوباره به دفاع از مظلومان برمی‌خیزد؛ زمانی که دختران کاهن مدین تلاش کردند از چاهی برای سیراب کردن گله پدرشان آب بردارند و چوپانان اطراف مانعشان شدند، موسی به یاری آن دختران رفت و در آب دادن به گله کمک کرد. نتیجتاً، موسی در خانه کاهن ساکن شد و یکی از دختران او، صفورا، را به زنی گرفت. صفورا دو پسر به نام‌های جرشون و العاذار زایید. این قسمت از تورات با استفاده از مطالب دو منبع مختلف تشکیل شده، زیرا پدرزن موسی با دو نام متفاوت رعوئیل (در ۲:۱۸) و یترون (در ۳:۱) خطاب شده‌است. در این نقطه از روایت همچنین به مرگ پادشاه مصر اشاره شده که در واقع صحنه را برای بازگشت موسی به مصر آماده می‌کند.
در ادامه روایت، زمانی که موسی برای چراندن گله پدرزن خود به حوریب، کوه یهوه، رفته بود، بوته‌ای را دید که مشتعل است اما آتش نمی‌گیرد. زمانی که موسی به بوته نزدیک شد، خدایی از میان بوته او را ندا داد، اما موسی نام آن خدا را نمی‌دانست. خدا به موسی می‌گوید من رنج مردم خودم، اسرائیل، را در مصر دیدم و پائین آمده‌ام تا آن‌ها را نجات دهم. تو باید به نزد فرعون بروی و ملت من را خلاصی بخشی تا در این کوه مرا عبادت کنند. موسی تمایلی به انجام این کار نداشت و چهار بهانه مختلف پیش می‌کشد؛ توانایی‌اش را در خود نمی‌بیند، نام آن خدا را نمی‌داند، تردید دارد که بنی‌اسرائیل از او اطاعت خواهند کرد و صدای خود را مناسب این کار نمی‌یابد. یهوه صبورانه به هر چهار مورد پاسخ می‌دهد: در مصر با او خواهد بود، زمانی که اسرائیلیان مصر را ترک کنند در این کوه او را عبادت خواهند کرد، نام آن خدا «هستم آنکه هستم» است و همو به موسی قدرت سخن گفتن خواهد داد. آیه ۳:۲ که گفته یهوه از طریق یک فرشته یا پیامبر با موسی صحبت کرد را احتمالاً بعدا به متن اضافه کرده‌اند زیرا باقی بخش‌های قصه گفتگو را مستقیم نشان داده‌است. خدایی که با موسی صحبت می‌کند در این بخش از متن الوهیم و یهوه نامیده شده که این دو نام متفاوت هم نمایان‌گر آن است که این قسمت از تورات با استفاده از دو منبع نوشته شده‌است. دغدغه اصلی یهوه مشکلات ملت خودش در مصر است، اما الوهیم بیشتر بر گناهان مصریان تمرکز دارد. از اینجا به بعد همه منابع متنی خدای اسرائیل را یهوه نامیده‌اند.
موسی موظف شد به همراه بزرگان بنی‌اسرائیل، از فرعون تقاضا کند که ۳ روز به بیابان روند تا به خدای اسرائیل قربانی تقدیم کنند، خواسته‌ای که می‌دانند رد خواهد شد. یهوه همچنین به موسی گفت در زمان خروج جواهرات مصریان را غارت کنند. او به موسی سه نشانه داد تا بنی‌اسرائیل را قانع کند: عصا به مار و از مار به عصا تبدیل شد، دست موسی به بیماری پوستی دچار و دوباره درمان شد و به عنوان نشانه آخر، هر گاه موسی آب رودخانه را به روی خشکی بریزد، به خون تبدیل خواهد شد. موسی باز هم پیشنهاد خدا را رد می‌کند که باعث عصبانی‌شدن او می‌شود. در نتیجه، به موسی می‌گوید برادرش هارون نقش سخنگوی او را ایفا خواهد کرد. همچنین از او خواست عصا را با خود ببرد تا بنی‌اسرائیل را قانع کند و زمانی که به فرعون رسید، از جانب خدا به او بگوید اسرائیل پسر نخست‌زاده من است، اگر او را رها نکنی، پسر نخست‌زاده تو را می‌کشم.

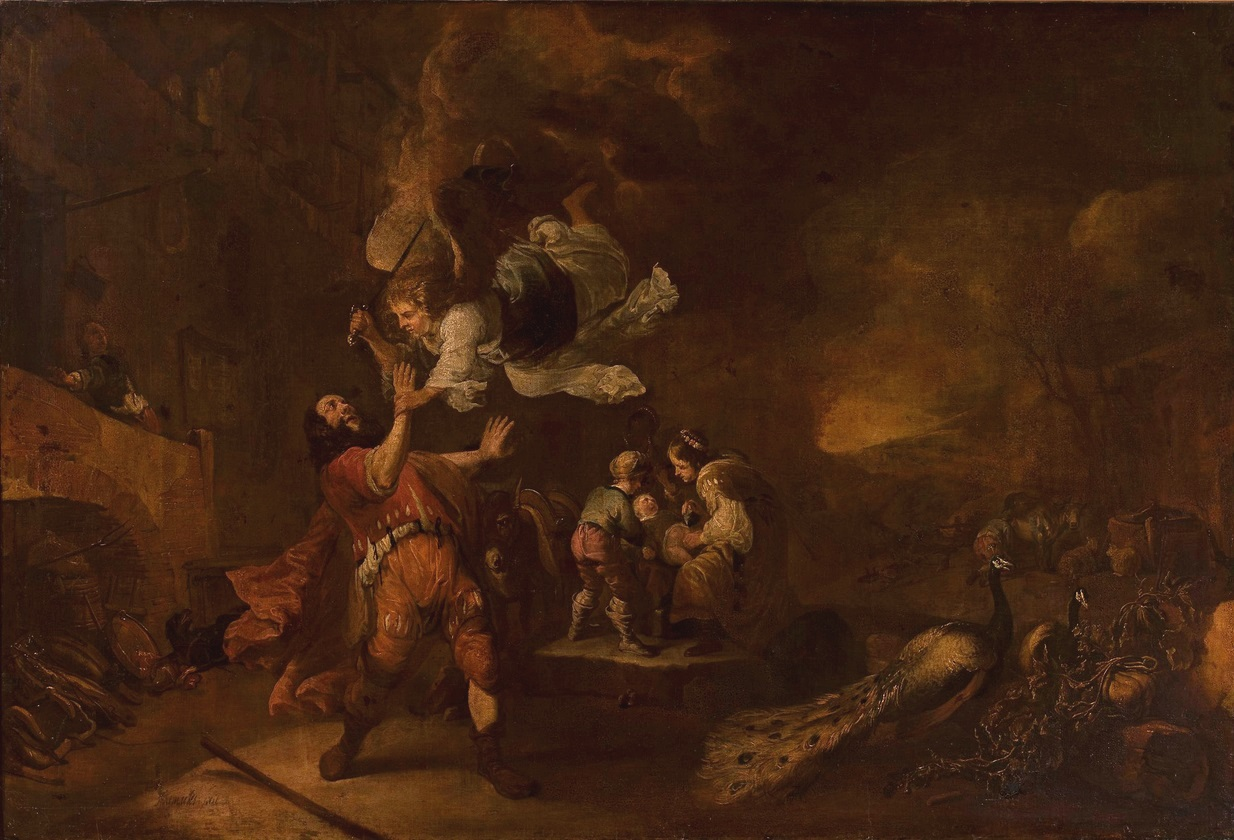
خدا تلاش کرد موسی را بکشد اما صفورا پسرشان را ختنه کرد و مانع از مرگ موسی شد. در متن تورات فقط گفته شده «قصد قتل او کرد» و به روشنی مشخص نیست «او» موسی است، یا پسرش. احتمالاً این داستان به رسم قربانی‌کردن پسر نخست‌زاده به درگاه خدایان اشاره دارد. (ر.ک. به حمله خدا به موسی)

پس موسی همسر و پسرانش را سوار خر کرد و راه مصر در پیش گرفت. در مسیر مصر، خدا تلاش می‌کند موسی را بکشد اما صفورا با سنگی تیز پسرشان را ختنه می‌کند و پوست آن را به پا (آلت تناسلی؟) او (موسی یا خدا) می‌زند و می‌گوید «تو مرا [به سبب ختنه] شوهرِ خون هستی!» و به همین دلیل خدا او را رها می‌کند. این بخش خیلی مبهم و احتمالاً خلاصه‌ای از داستانی کامل‌تر است. به‌طور دقیق مشخص نیست حمله با چه انگیزه‌ای انجام شده؛ خون ختنه به‌طور کلی در سفر خروج از انسان‌ها در برابر قدرت مخرب الهی محافظت می‌کند. به گفته والتر بلتس، رسم قربانی‌شدن پسر اول به درگاه یهوه در پشت این داستان نهان است. (برای توضیحات بیشتر بنگرید به موسی#حمله خدا به موسی)
چون به مصر رسیدند، هارون آنچه خدا به موسی گفته بود را به بنی‌اسرائیل بازگو کرد و ایشان از آمدن منجی شادمان شدند. سپس موسی و هارون نزد فرعون رفتند و به او گفتند: «یهوه خدای اسرائیل به تو می‌گوید: ملت مرا رها کن تا در صحرا برای من قربانی کنند.» فرعون نپذیرفت و پاسخ داد «یهوه چه کسی است که من گفته‌اش را بشنوم و اسرائیل را آزاد کنم؟» سپس دستور داد تا کار را برای بنی‌اسرائیل سخت‌تر کنند. بدین ترتیب، بنی‌اسرائیل از موسی ناامید شدند و موسی خود نیز دلسرد شد. سخت‌تر شدن شرایط بنی‌اسرائیل در واقع توجیهی برای بلایایی است که یهوه در ادامه بر مصریان نازل می‌کند. در ادامه روایت، یهوه برای دومین بار نام خودش را به موسی می‌گوید؛ این بخش از منبع روحانی است (مرتبه قبلی از منبع الوهیمی بود) و به همین دلیل این اتفاق دو بار در تورات روایت شده‌است. خدای موسی به او می‌گوید: «من یهوه هستم. به ابراهیم و اسحاق و یعقوب ظاهر شدم اما خود را به ایشان به نام ال شدای (خدای کوهستان، اشاره به محل زندگی این خدا) معرفی کردم و آن‌ها مرا به نامم، یهوه، نشناختند.» سپس از موسی تقاضا می‌کند که نزد پادشاه رود و وعده می‌دهد که با سخت کردن دل فرعون و نمایان کردن نشانه‌هایی در سرزمین مصر ملت خود بنی‌اسرائیل را نجات دهد. مجموعه‌ای از بلاها بر مصر نازل می‌شود تا بدین شیوه، فرعون بپذیرد که ملت خدای اسرائیل را آزاد کند تا در صحرا او را عبادت کنند. در اثر بلاها، فرعون پذیرفت بنی‌اسرائیل برای عبادت به صحرا بروند، به شرط آن‌که «زیاد دور نروید و برای من هم دعا کنید.» با موافقت فرعون، خدا بلاها را از او و مصر دور کرد اما فرعون که خلاصی از بلاها را دید، نظر خود را تغییر داد و اسرائیلیان را آزاد نکرد. نهایتاً بعد از اینکه خدا پسران ارشد همه خانواده‌های مصری را کشت، فرعون راضی شد و بنی‌اسرائیل بعد از پسح، در روز ۱۵ از ماه اول، مصر را ترک کردند.
هنوز اسرائیلیان راه زیادی را طی نکرده بودند که نظر فرعون دوباره تغییر کرد؛ او با سرعت زیادی سپاهیان خود را بسیج کرد و به دنبال بنی‌اسرائیل به راه افتاد تا بندگانش را دوباره در بند کند. تعقیب و گریز ادامه پیدا کرد تا جایی که اسرائیلیان میان دریای قلزم (יַם-סוּף در عبری) و لشکر فرعون گیر افتادند. بنی‌اسرائیل به موسی شکایت بردند که باعث مرگ آن‌ها خواهد شد اما موسی از ایشان خواست تا نترسند زیرا خدا برای آن‌ها مبارزه خواهد کرد و فقط کافی است منتظر بمانند. خدا به موسی گفت از مردمش بخواهد که به جلو حرکت کند و خود نیز چوب‌دستی را بر فراز دریا دراز کند تا یهوه باری دیگر برتری خود بر فرعون را نشان دهد. فرشته خدا که اسرائیلیان را تعقیب می‌کرد، ابرهایی از آتش میان بنی‌اسرائیل و ارتش مصریان قرار داد تا در شب به یکدیگر نزدیک نشوند. موسی چوب‌دستی را دراز کرد و یهوه در طول شب با «باد شرقی» دریا را شکافت و دریا به زمینی خشک تبدیل شد. آن‌گاه اسرائیلیان در حالی که دریا برایشان چون دیواری بود، از آن گذر کردند و مصریان که به دنبال آنان بودند، غرق شدند. بعد از گذر از دریا موسی و بنی‌اسرائیل در ستایش از یهوه سرود خواندند و زنان رقصیدند. ماجرای شکافته شدن دریا از سه منبع مختلف (منبع حماسی قدیمی، منبع یهوه‌ای و منبع روحانی) تشکیل شده‌است. منبع روحانی شکافتن دریا را به موسی («موسی چوب‌دستی را دراز کرد…») و منبع یهوه‌ای آن را به یهوه («یهوه در طول شب با باد شرقی دریا را شکافت…») منسوب کرده‌است.

## صحت تاریخی
پژوهشگران جریان اصلی کتاب مقدس داستان خروج بنی‌اسرائیل از مصر را به عنوان روایتی تاریخی قبول ندارند. بیشتر محققان هم‌نظرند که این داستان قرن‌ها بعد از زمانی که روایت ادعا می‌کند اتفاقاتش روی داده‌اند، نوشته شده‌است. تورات سال ۲۶۶۶ بعد از آفرینش را زمان خروج مصر معرفی کرده و ادعا می‌کند بنی‌اسرائیل ۴۳۰ سال در مصر بودند. روایت به مکان‌هایی مثل جوشن، پیتوم و رامسس اشاره کرده که نام‌هایی متاخر هستند و همچنین می‌گوید ۶۰۰٬۰۰۰ مرد اسرائیلی در این اتفاقات دخیل بوده‌اند؛ این اعداد ساختگی‌اند چون بدیهی است که صحرای سینا منابع کافی برای زندگی برای ۶۰۳٬۵۵۰ مرد (سفر اعداد، ۱:۴۶) و خانواده‌هایشان (حدود ۲٫۵ تا ۳ میلیون نفر) را نداشته‌است. مناطق جغرافیایی ذکر شده بسیار مبهم هستند و هیچ‌کدام از تلاش‌ها و پژوهش‌های محققان امروزی برای یافتن شخصیتی مشابه موسی میان افراد تاریخ مصر مورد قبول واقع نشده و مصری که تورات توصیف می‌کند به هیچ دوره‌ای از تاریخ مصر باستان شبیه نیست. برخی از عناصر داستان مثل شکافته‌شدن دریا معجزه‌آسا هستند و ارائه توضیح منطقی برای آن‌ها ناممکن است. تورات حتی نتوانسته نام هیچ‌کدام از فراعنه‌ای که در داستان حضور دارند را مشخص کند.
در متون مصری دوره پادشاهی نوین مصر به گروهی «آسیایی» که در مصر به عنوان برده و کارگر زندگی می‌کردند اشاره شده اما نمی‌توان اینان را با اطمینان به بنی‌اسرائیل ربط داد. هیچ متن معاصر این دوره به فرار بردگان در مقیاسی عظیم (مشابه روایت تورات) اشاره نکرده‌است. قدیمی‌ترین اشاره متون مصری به اسرائیل، کتیبه‌ای از ح. ۱۲۰۷ قبل از میلاد است که موقعیت جغرافیایی آنان در کنعان یا اطراف آن را توصیف کرده اما در آن هیچ اشاره‌ای به خروج بنی‌اسرائیل از مصر نشده‌است. باستان‌شناسانی مثل اسرائیل فینکلشتاین و نایل اشر سیلبرمن می‌گویند باستان‌شناسان حتی نتوانسته‌اند اثری از گروهی کوچک از بنی‌اسرائیل که در صحرای سینا زندگی می‌کردند، پیدا کنند: «نتیجه‌ای که به آن رسیدیم قابل تغییر به نظر نمی‌رسد – خروج از مصر در آن دوره و به شکلی که تورات توصیف کرده روی نداده‌است. تحقیقات مکرر در تمام منطقه حتی باعث نشده کوچک‌ترین مدرکی یافت شود.» برخلاف این روایت، باستان‌شناسی معاصر می‌گوید میان دوره زندگی کنعانی‌ها و بنی‌اسرائیل در این منطقه تداوم وجود داشته و بنی‌اسرائیل ریشه کنعانی داشته‌اند؛ هیچ اثری وجود ندارد که نشان دهد گروهی خارجی که از مصر آمده‌اند، در آغاز تاریخ اسرائیل در این منطقه زندگی می‌کرده‌اند.
ریچارد فرایدمن با توجه به مصری بودن اسامی موسی و ۱۰ نفر دیگر از لاویان — در تنخ هیچ شخصیت دیگری نام مصری ندارد —  نتیجه می‌گیرد لاویان (و نه بنی‌اسرائیل) تنها کسانی بودند که از مصر خروج کردند. او می‌گوید در نغمه دریا (که بعد از پیروزی یهوه بر مصر خوانده می‌شود و مطابق فرضیات، قدیمی‌ترین متن تورات است) به تعداد خروج‌کنندگان، گذر از دریایی شکافته‌شده و حتی کلمه اسرائیل اشاره نشده‌است. در این متن، تنها از «قوم» به عنوان نجات‌یافتگانِ یهوه نام برده شده و یهوه اینان را به سمت معبد و نه تمام ارض موعود رهبری می‌کند؛ و لاویان نیز بعداً روحانیون اسرائیل شدند. همچنین، در نغمه دبوره (که آن نیز ممکن است میان قدیمی‌ترین‌ها باشد) پیش از نبرد اسرائیل با گروهی کنعانی، به لاویان به عنوان یکی از اسباط اسرائیل اشاره نشده‌است.
به‌طور کلی، داستان‌های حضور بنی‌اسرائیل در مصر، سرگردانی در بیابان و ورود به ارض موعود (از باب ۳۷ سفر پیدایش تا کتاب یوشع) همگی نحوه شکل‌گیری قوم اسرائیل را روایت می‌کنند؛ با این وجود، از دهه ۱۹۷۰ میلادی پژوهشگران به این نتیجه رسیدند که اسرائیل به عنوان یک قوم واحد و در عصر برنز به وجود نیامده‌است. این موضوع منجر شد صحت تاریخی بخش‌های بزرگی از این داستان‌ها رد شود. تورات زمان خروج از مصر را ۴۸۰ سال قبل از ساخته‌شدن معبد سلیمان (۹۶۰ قبل از میلاد) دانسته‌است و در نتیجه، باید در ۱۴۴۰ قبل از میلاد اتفاق افتاده باشد. در آن زمان توتمس سوم فرعون مصر بود و مصادف است با اوج سلطه مصریان بر کنعان؛ در نظر محققان، آن دوره، زمان مناسبی برای خروجی در چنین مقیاس نبوده و این تاریخ درست نیست. به علاوه، اسرائیلیان باستان هر نسل را ۴۰ سال محسوب می‌کردند و ۴۸۰ سال در واقع به معنای «۱۲ نسل» است. در متن به دو شهر مصری پیتوم و رامسس اشاره شده‌است. رامسس باید همان پیرامسس، پایتخت رامسس دوم (۱۲۷۹–۱۲۱۳ قبل از میلاد)، فرعونی از سلسله نوزدهم، باشد اما این شهر را تا قرن‌ها بعد «رامسس» خطاب نمی‌کردند. پیتوم نیز تا اواخر قرن هفتم قبل از میلاد ساخته نشده بود.